# Амон Гет
Амон Леополд Гет (Беч, 11. децембар 1908 — Краков, 13. септембар 1946) је био СС хауптштурмфирер (капетан) и командант нацистичког концентрационог логора у Плашову, предграђу Кракова.
После рата му је суђено за ратне злочине. Високи Народни Трибунал га је прогласио кривим за смрт више десетина хиљада људи. Осуђен је на смртну казну вешањем, која је извршена близу концентрационог логора којим је командовао. У филму Шиндлерова листа је верно приказана његова навика да затворенике убија из спорта.

## Младост
Гет је рођен у Бечу у породици која се бавила издаваштвом. Учланио се у Нацистичку омладину када је имао 17 година, постао члан парамилитарне националистичке групе са 19, а са 22 је постао члан аустријске гране Нацистичке партије. До 1937. године је стигао до чина наредника, док је 1941. године добио чин млађег поручника.

## Плашов
Гет је 11. августа 1942. године прикључен команди Одила Глобочника у Краковској области. Постао је редован СС официр на служби у концентрационом логору, док је фебруара 1943. одређен као командант и надзорник изградње радничког логора у Плашову. Логор је завршен у року од месец дана, након чега је затворен Краковски гето. Преживели из Краковског гета су пребачени у раднички логор у Плашову. Касније током суђења је доказано да је Гет лично убио око 500 Јевреја током постојања логора Плашов.
Следећи Гетов задатак је био да затвори гето у Тарнову, за шта је добио наређење 3. септембра 1943. године. Тада је на лицу места убијено око 10.000 људи.
У априлу 1944. године Гет је унапређен у чин хауптштурмфирера, чиме је прескочио чин оберштурмфирера (старији поручник). Тада је постао и резервни официр Вафен-СС, једне од грани СС-а.
Гет је веровао да Јевреји треба да плате за сопствено убијање од стране Немаца, па је у једном мањем пољском граду Гестапо наредио јеврејској заједници да плати 2.000 злота и 3 килограма кафе да би платили трошак муниције којом ће бити убијени.

## Отказ и хватање
Амон Гет је септембра 1944. године скинут са функције команданта Плашова и пребачен у административну службу СС-а. У новембру 1944. године је био у Бечу, када је био оптужен за крађу имовине Јевреја, која је по Нацистичким законима припадала држави. Ухапсио га је Гестапо, али услед блиског краја Другог светског рата, никад није био изведен пред СС судије да одговара за злочине за које је оптужен. Убрзо након тога је откривено да је ментално болестан и да има дијабетес, након чега је одведен на лечење у душевну болницу у Бад Телцу, где је остао док није ухапшен од стране Војске Сједињених Америчких Држава.
Током хапшења, Гет је тврдио да је по чину био штурмбанфирер (мајор), што је тврдио и Рудолф Хес, мада за те тврдње никад нису нађени конкретни докази.

## Смрт
После рата Високи Народни Трибунал га је прогласио кривим за смрт више десетина хиљада људи. Обешен је 13. септембра 1946. године близу логора у Плашову. Током извршења смртне казне, руке су му биле везане иза леђа. Два пута је лоше процењена дужина конопца потребна да Гет умре, тако да је он умро тек из трећег покушаја бешења.